# Рефтинский
Ре́фтинский — посёлок городского типа в Свердловской области России.
Образует городской округ Рефтинский. С точки зрения административно-территориального устройства области, ГО Рефтинский вместе с Асбестовским и Малышевским городскими округами находится в границах города Асбеста как административно-территориальной единицы, соответствующей категории городов областного подчинения.
Является крупнейшим посёлком городского типа Свердловской области. По площади, населению, инфраструктуре и объёмам промышленности подобен небольшому городу. По численности населения Рефтинский превосходит 9 городов области.

## География

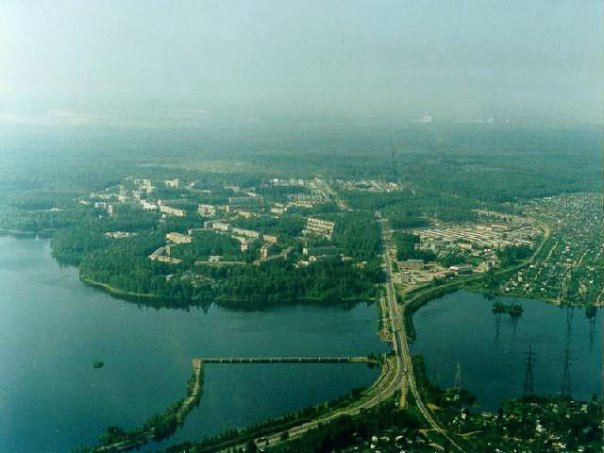
Рефтинский, вид с трубы ГРЭС (330м)

Рефтинский расположен в центральной части Свердловской области, в излучине реки Рефт. Расстояние до Екатеринбурга по автодороге — 110 километров. В 20 километрах к юго-западу от Рефтинского находится город Асбест, к юго-востоку от посёлка расположены города Сухой Лог и Богданович, к северо-востоку — город Артёмовский.
Посёлок Рефтинский является единственным населённым пунктом муниципального образования «городской округ Рефтинский». Площадь посёлка — 9,4842 км², что составляет примерно 38,8% от площади всего городского округа. Площадь городского округа — 24,44 км², что составляет приблизительно 0,01% от общей площади Свердловской области. Городской округ Рефтинский граничит на севере, западе и юге с Асбестовским городским округом, на востоке — с городским округом Сухой Лог.
На землях городского округа произрастают смешанные леса (сосна, ель, берёза, осина). Реки: Малый Рефт, Большой Рефт, Рефт. В черте посёлка на устьях рек Малый Рефт и Большой Рефт создано Рефтинское водохранилище для охлаждения сбросной воды Рефтинской ГРЭС).

## История
Рефтинский построен на волне градостроения 1960-х гг. и новые принципы советской архитектуры, такие как микро-районирование, учёт ландшафта и возведение архитектурных ансамблей, отчётливо отразились в облике посёлка. Первый микрорайон был построен в виде серпа и молота, второй микрорайон представляет собой аббревиатуру СССР. Посёлок раскинулся в лесном массиве, так как при застройке лес не вырубался. На данный момент посёлок активно развивается.
В 1963 году сюда приехали первые строители и образовался временный посёлок Опушка, располагавшийся на расстоянии 12 километров от нынешнего Рефтинского.
30 декабря 1966 года Решением Свердловского облисполкома № 977 вновь возникшему населённому пункту были присвоены статус рабочего посёлка и наименование Рефтинский.
В декабре 1970 года был введён в эксплуатацию первый энергоблок Рефтинской ГРЭС, а в декабре 1980 года — последний десятый энергоблок ГРЭС.
В мае 1982 года была введена в эксплуатацию птицефабрика «Рефтинская».
Ещё одним из градообразующих предприятий посёлка является общество с ограниченной ответственностью "Рефтинское объединение «Теплит». Проектирование и строительство цеха газозолобетонных изделий, для обеспечения индивидуальных застройщиков и промышленных предприятий стеновыми материалами при строительстве малоэтажных сооружений, было назначено по инициативе Свердловского Обкома КПСС, постановлением бюро от 10.05.1983 года № 45, приказом Министерства энергетики СССР от 31.08.1984 года № 191-ПС, согласованного с гос. планом СССР от 16.07.1984 года. Финансирование строительства осуществлялось за счёт остатка сметной стоимости на завершение строительства объектов производственного назначения Рефтинской ГРЭС. Проект разработан в ноябре 1984 года. Заказчиком являлась Рефтинская ГРЭС «Свердловэнерго». Строительство цеха начато в 1984 году, а 1 января 1989 года вышел приказ о присвоении данному производству статуса завода с названием «Завод газозолобетонных изделий». Первый директор с 1985 года — Новиков Виталий Георгиевич. Акт о пуске завода был подписан 26 декабря 1989 года. Первый замес был использован и залит 2 января 1990 года. Проектная мощность завода — 93 тыс. м³ — была достигнута в 2003 году.
В декабре 1995 года в Рефтинском проведён референдум, по итогам которого посёлок образовал самостоятельное муниципальное образование «посёлок Рефтинский».
10 ноября 1996 года муниципальное образование было включено в областной реестр.
Официальный флаг муниципального образования «посёлок Рефтинский» был утверждён 4 ноября 2002 года и внесён в Государственный геральдический регистр Российской Федерации с присвоением регистрационного номера 1098.
2 декабря 2002 года территория и границы муниципального образования «посёлок Рефтинский» были установлены Законом Свердловской области «О территориях и границах муниципального образования „посёлок Рефтинский“» № 58-ОЗ, а с 31 декабря 2004 года муниципальное образование было наделено статусом городского округа Законом Свердловской области «Об установлении границ муниципального образования посёлок Рефтинский и наделении его статусом городского округа» № 45-ОЗ.
21 сентября 2004 года в посёлке был заложен первый камень храма «Во Имя иконы Божией Матери „Державная“».
С 10 февраля 2005 года «Завод газозолобетонных изделий» переименован в общество с ограниченной ответственностью «Рефтинское объединение „Теплит“».
30 июня 2005 года распоряжением Правительства Свердловской области № 779-РП зарегистрирован Устав городского округа «Рефтинский» в новой редакции с изменениями, внесёнными решением Рефтинской муниципальной Думы от 23.06.2005 года № 46. Название городской округ Рефтинский было утверждено с 1 января 2006 года.
С 1 октября 2017 года согласно областному закону N 35-ОЗ статус Рефтинского изменён с рабочего посёлка на посёлок городского типа (без уточнений).
Сегодня Рефтинская ГРЭС, птицефабрика «Рефтинская» и объединение «Теплит» являются одними из крупнейших и высоко-рентабельных предприятий России. Их динамичное и прогрессивное развитие обеспечивает высокую значимость и известность территории посёлка Рефтинского в Свердловской области и на мировом экономическом рынке.
Четвёртая дымовая труба «Рефтинской ГРЭС» занимает 14 место в списке «Самых высоких труб мира» высотой в 330 метров.

## Население
| 1970    | 1979    | 1989    | 2002    | 2009    | 2010    | 2012    |
| ------- | ------- | ------- | ------- | ------- | ------- | ------- |
| 8130    | ↗13 936 | ↗17 134 | ↗17 968 | ↘17 816 | ↘16 496 | ↘16 334 |
| 2013    | 2014    | 2015    | 2016    | 2017    | 2018    | 2019    |
| ↘16 116 | ↗16 150 | ↗16 205 | ↘16 202 | ↘16 201 | ↘16 020 | ↘15 840 |
| 2020    | 2021    | 2023    |         |         |         |         |
| ↗15 841 | ↘15 164 | ↘15 084 |         |         |         |         |

## Инфраструктура

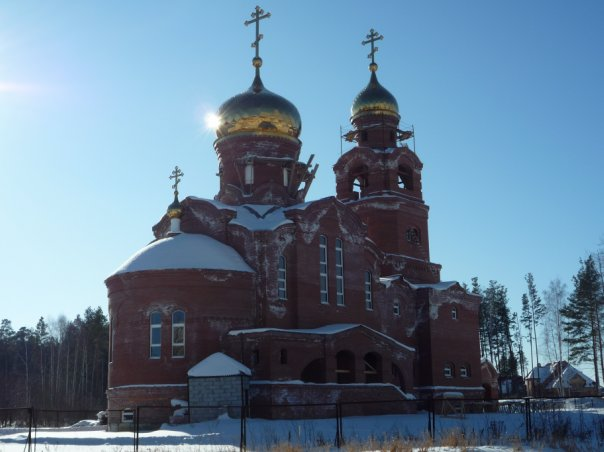
Православный храм в Рефтинском

В посёлке Рефтинский развитая городская социальная среда: есть пожарная часть (в подчинении «Рефтинской ГРЭС»), отдел полиции, медицинские, культурные и образовательные учреждения, отделения почты, «Сбербанка» и некоторых других банков.

### Религия
В Рефтинском есть два православных храма: Храм Иконы Божией Матери «Державная» со вторым престолом (в нижнем храме) Святителя Николая Чудотворца и Храм во имя Трёх Святителей.

### Культура
В посёлке Рефтинском работают следующие учреждения культуры:
- Геолого-краеведческий музей «Кристалл»;
- Центр культуры и искусства городского округа Рефтинский;
- Кинотеатр «Луч»;
- Детская школа искусств;
- Центральная библиотека и библиотека № 1.

### Образование
В посёлке развито дошкольное и школьное образование. В настоящее время действуют:
- 3 средних школы (№ 6, 15, 17);
- МАНОУ "Центр молодёжи"  городского округа Рефтинский;
- 3 детских сада ( "Подснежник", "Радуга", "Колобок");
- Детский оздоровительный лагерь «Искорка».

### Спорт
В Рефтинском создана огромная спортивная база для жителей:
- МАУ ДО Спортивная школа «Энергия»[25];
- МАУ ДО Спортивная школа «Олимп»[26].

### Медицина
Медицинские учреждения представлены следующим образом:
- Совмещённая детская и взрослая поликлиника;
- Дневной стационар;
- Терапевтическое и хирургическое отделения;
- Стоматологический кабинет «ДЕНТАЛ»;
- Станция скорой медицинской помощи (находится в подчинении города Асбеста);
- Санаторий-профилакторий «Уральские зори»

## Промышленность

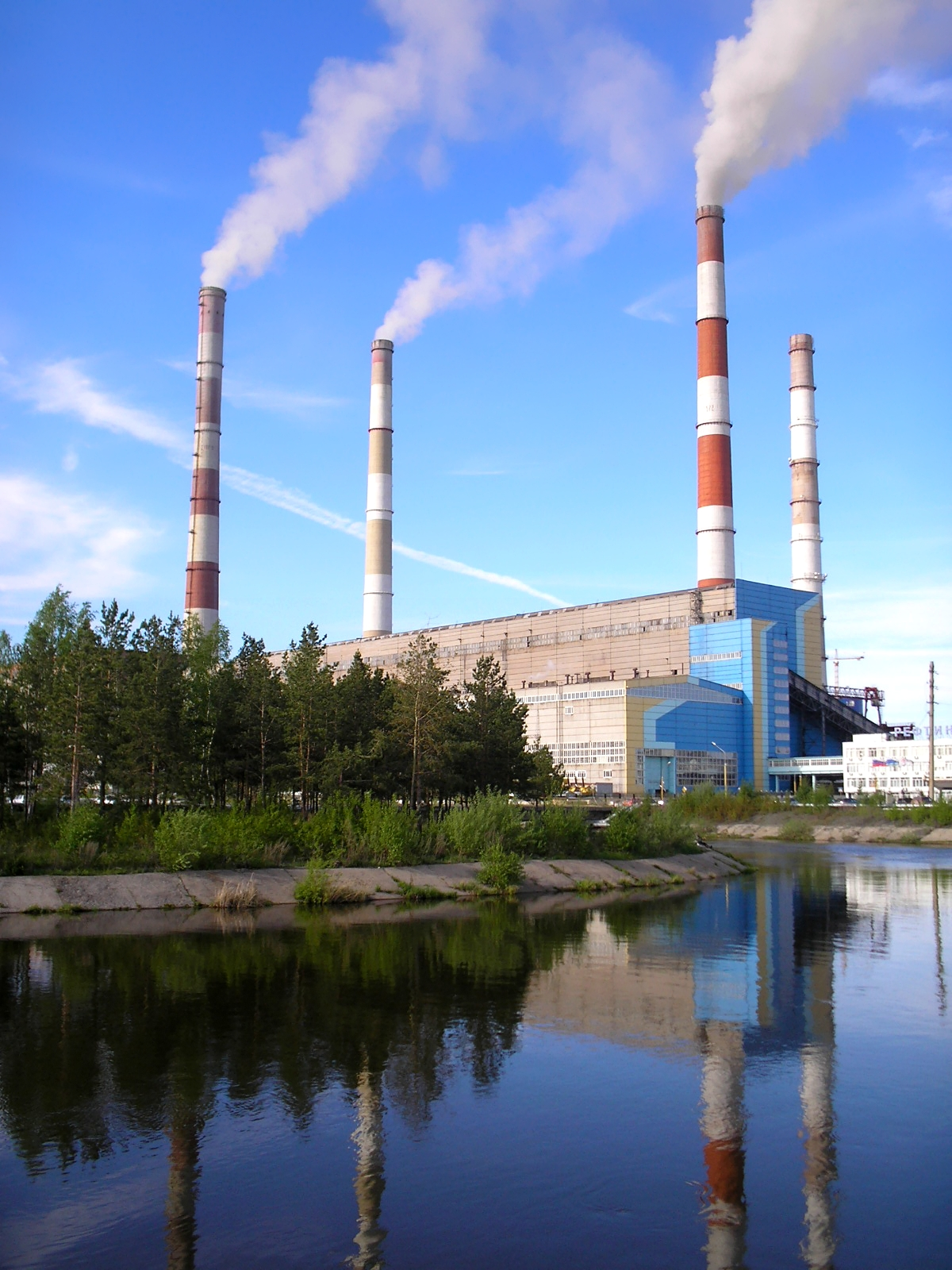
Рефтинская ГРЭС

- Рефтинская ГРЭС[27] — крупнейшая тепловая электростанция в России, работающая на твёрдом топливе;
- ОАО «Птицефабрика "Рефтинская"»[28] — крупнейшее птицеводческое предприятие на Среднем Урале по производству и переработке мяса бройлеров;
- ООО «ПСО "Теплит"»[29] — завод газозолобетонных изделий. (Организован в 1989 г. как непрофильное подразделение Рефтинской ГРЭС с целью переработки золы-унос);
- ООО «Рефтинский рыбхоз».

## Транспорт
Посёлок соединён железнодорожной веткой с линией Серов — Богданович и через неё — с Транссибирской магистралью. Длина пути — 19 километров, ветка электрифицирована. В посёлке есть железнодорожный остановочный пункт Рефтинская (другое название — 19 км). Железнодорожный участок Рефтинская — Асбест (Фабрика № 6) в основном разобран в 2004 г. Со стороны Рефтинской существует постоянное пригородное сообщение с городами Богдановичем и Артёмовским (станция Егоршино). Рефтинская является довольно редко встречающимся тупиковым остановочным пунктом. Рефтинская ГРЭС обслуживается промышленной станцией Углеразгрузочной, примыкающей к данной ветви на станции Малорефтинской и расположенной в 7 км восточнее от тупикового остановочного пункта.
Помимо железнодорожной станции, в посёлке есть автостанция, где останавливаются междугородние автобусы, работают такси.

### Междугородные маршруты
- № 759 Рефтинский — Екатеринбург
- № 103 Рефтинский — Асбест

## СМИ
- Газета «Тевиком»[30];
- Портал «Рефт Ньюс»[31];
- Портал «Рефтинский»[32].